# Jan Bohumír Práč
Jan Bohumír Práč, rusky Иван (Ян Богумир) Прач, (1750?, Slezsko – 1818 ?, Petrohrad) byl český sběratel lidových písní v Rusku, dvorní kapelník, hudební skladatel a pedagog.

## Život
Do Ruska odešel kolem roku 1770. Byl učitelem hudby ve Smolném institutu pro urozené dívky v Petrohradě. Podrobnější biografické údaje se bohužel nedochovaly. Patrně jediný písemný doklad se nachází v archivu Ředitelství imperátorských divadel:
Pro výcvik hry na klavichord v Divadelním ústavu nezletilých chlapců a dívek školy a pro nejlepší z nich i výcvik psaní not bylo ve Výboru rozhodnuto přijmout do služby klavichordového mistra Johana Prače s ročním platem čtyři sta rublů od 1. ledna příštího roku 1784. Za jakých podmínek bude své povinnosti vykonávat, stanoví smlouva.
28. prosince 1783.
Oblíbil si ruské lidové písně a romance, sám je sbíral a vydával. I pro evropskou hudbu je významná sbírka Sobranije ruskich narodnych pesen s ich golosami, která vyšla v Petrohradě poprvé roku 1790 s Práčovým hudebním doprovodem. Na vydání se také podílel Nikolaj Alexandrovič Lvov (1851–1803/4). Dodnes není zcela jasné, jaká byla přesně role Lvova a jaká Pračova co se shromáždění materiálu a jeho vydání týče. Rozšířené vydání z roku 1806 obsahuje na 150 písní. Od čtvrtého vydání je sbírka uváděna jako Lvov-Práčova. Témata písní z této sbírky použil Ludwig van Beethoven ve dvou smyčcových kvartetech op. 59 věnovaných hraběti Razumovskému. Pravděpodobně i v Klavírních variacích op. 105.

## Dílo
Práčovo dílo zahrnuje převážně klavírní skladby v lidovém tónu a instruktivní skladby pro výuku klavíru. Vydal rovněž vlastní klavírní školu.
Připravil klavírní výtahy oper, které byly komponovány na libreta napsaná carevnou Kateřiny II. Veliké:
- Vasilij Alexejevič Paškevič: Fevej
- Vicente Martín y Soler: Smutný bohatýr Kosometovič